# Hôpital Lariboisière
Pour les articles homonymes, voir Lariboisière.
L’hôpital Lariboisière est un hôpital de l'Assistance Publique - Hôpitaux de Paris situé 2 rue Ambroise-Paré dans le 10e arrondissement de Paris. Il a été construit au XIXe siècle selon les théories hygiénistes et sur un type pavillonnaire. Il a ouvert ses portes en 1854.
Depuis 1975, il est inscrit monument historique, la chapelle étant classée en 2019. L'hôpital est partenaire d'Université Paris-Cité.

## Construction

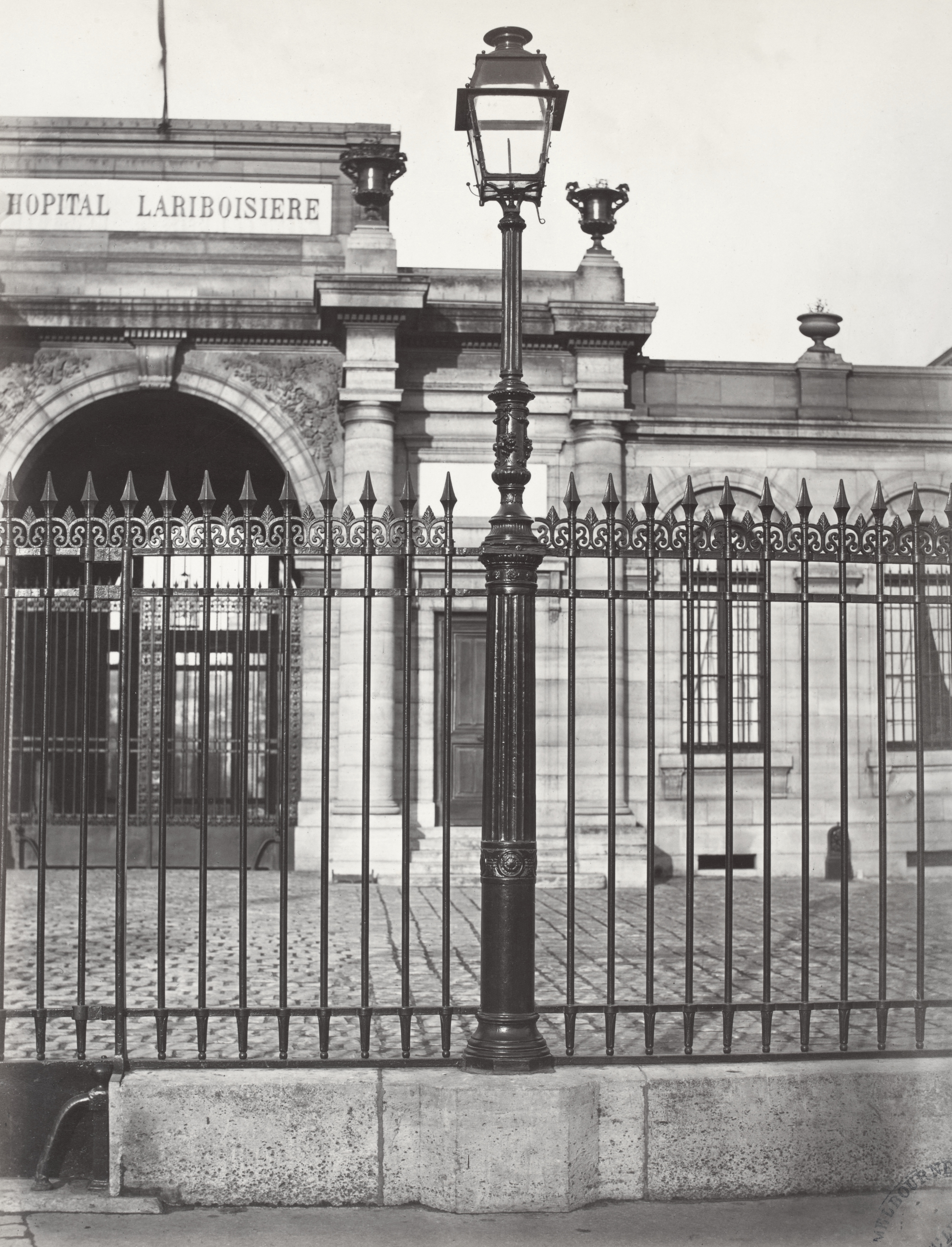
L'hôpital en 1878, photographie de Charles Marville.

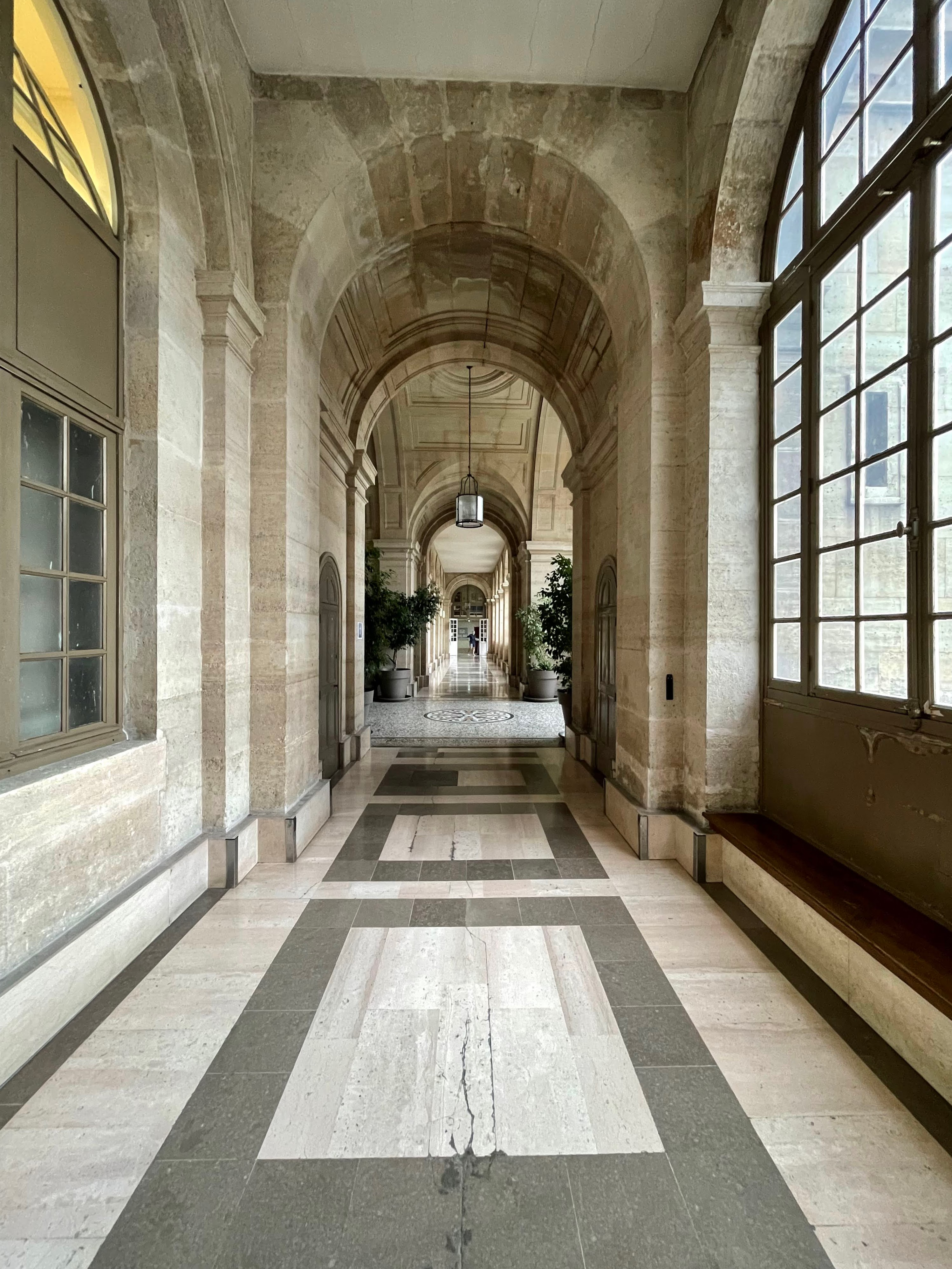
Couloir de la chapelle.

La décision de construire rapidement un hôpital pour les habitants des faubourgs de la rive droite de Paris a été prise à la suite de l'épidémie de choléra de 1832 où les hôpitaux parisiens s'étaient montrés insuffisants. Le conseil des hospices veut en faire un modèle « un monument de charité où la philanthropie, où la science et l'art soient développés avec tous les progrès du temps ».
Entre 1839 et 1845, de vives controverses s'engagent autour de nombreux projets.
Enfin, en 1846, les travaux commencent sous la direction de l'architecte Martin-Pierre Gauthier sur des terrains déserts de l'ancien enclos Saint-Lazare et situés à proximité de la barrière Poissonnière.

## Dénominations successives
L'hôpital s'est successivement appelé :
- 1839 : hôpital du Clos-Saint-Lazare ou hôpital du Nord
- 1841 : hôpital Louis-Philippe
- 1848 : hôpital de la République
- 1854 : hôpital Lariboisière

La comtesse Élisa de Lariboisière, née le 22 janvier 1794 à Paris (fille du comte Roy, ministre des Finances à la Restauration, et épouse du comte de Lariboisière, fils du général d'Empire), qui de son vivant s'était signalée par ses charités, meurt sans héritier le 27 décembre 1851. Elle laisse par son testament la plus grande partie de sa fortune pour la fondation d'un hôpital à Paris. Cet hôpital, élevé conformément à sa dernière volonté, et l'un des plus beaux de Paris, a reçu son nom.
Il est désormais rattaché au Groupement hospitalier (GH) incluant l'hôpital Saint Louis, l'hôpital Lariboisière et l'hôpital Fernand-Widal.

## Description

### Structure générale

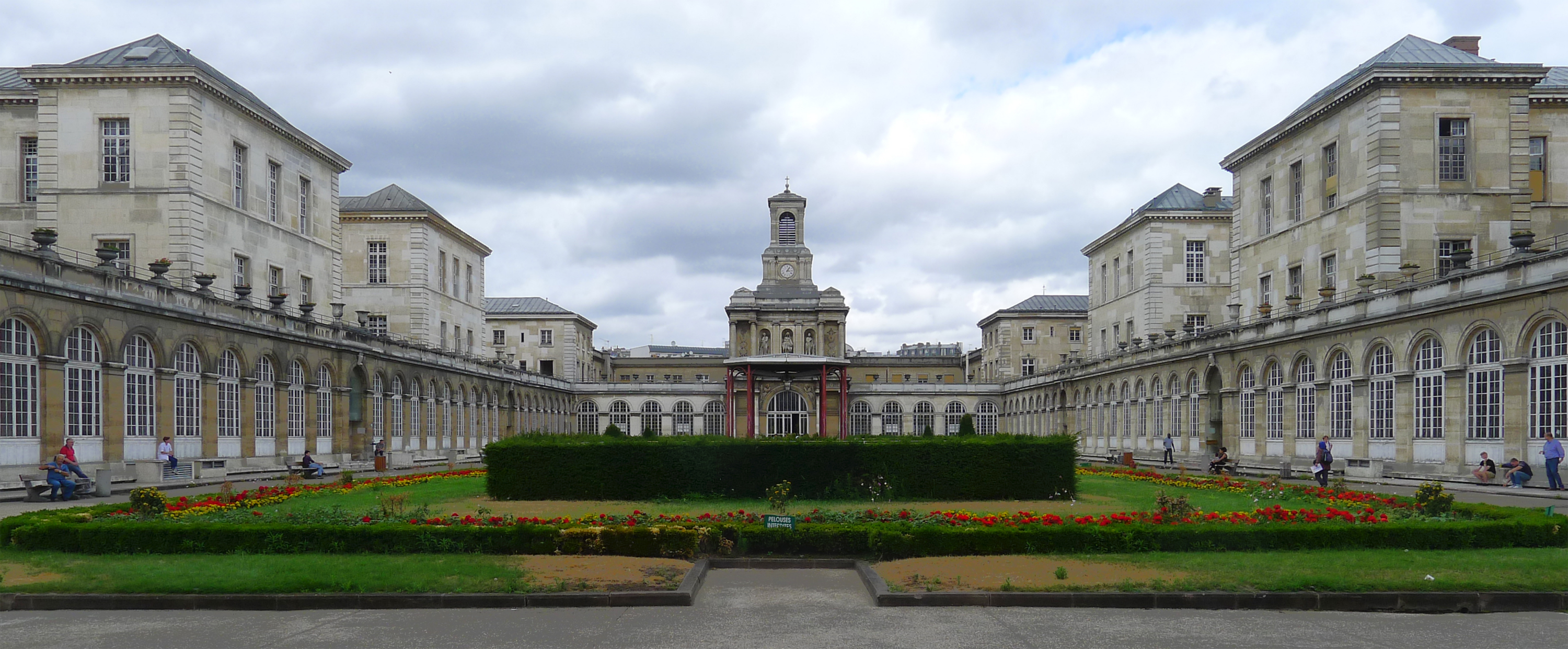
Cour intérieure.
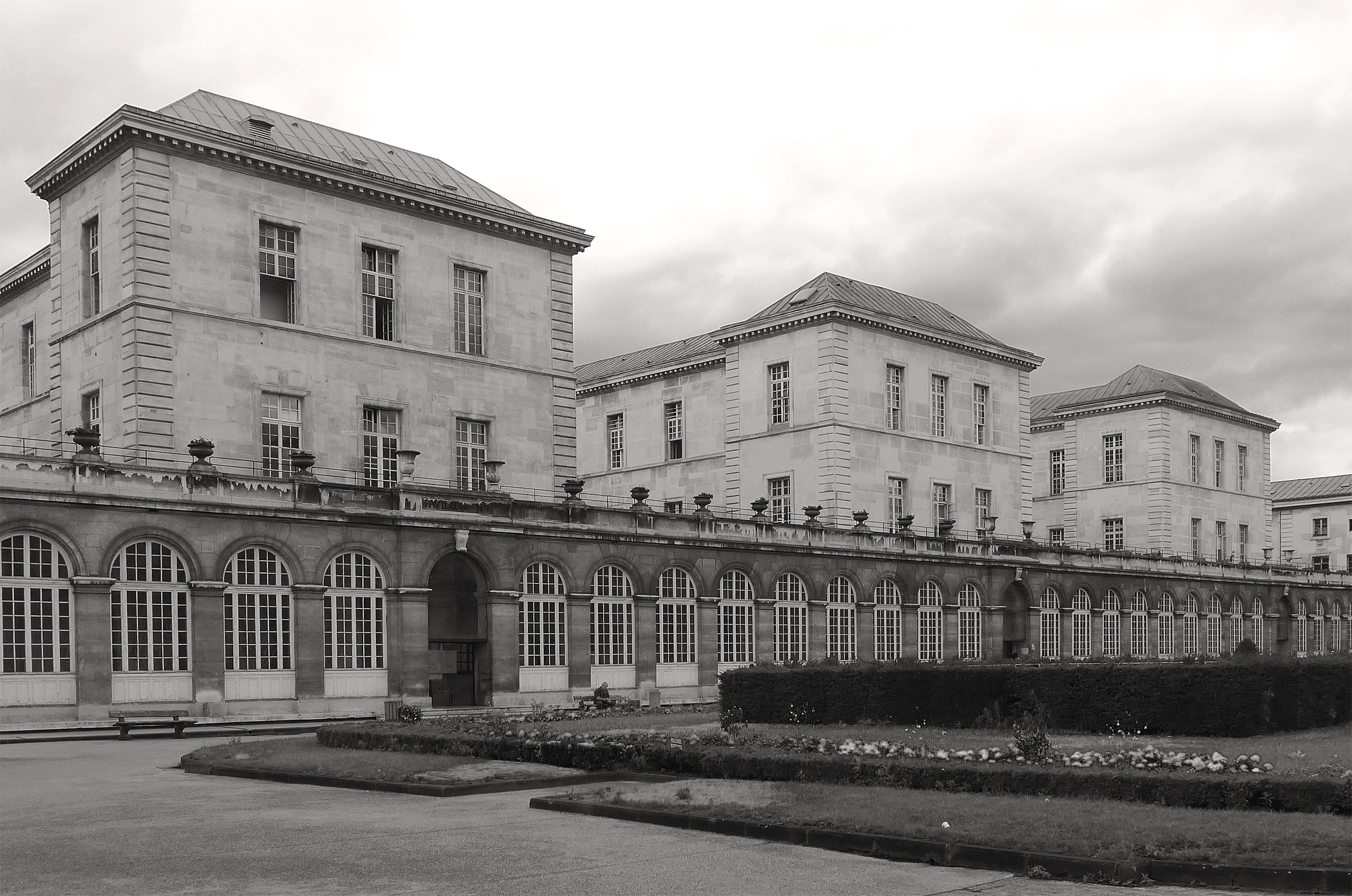
Pavillons.
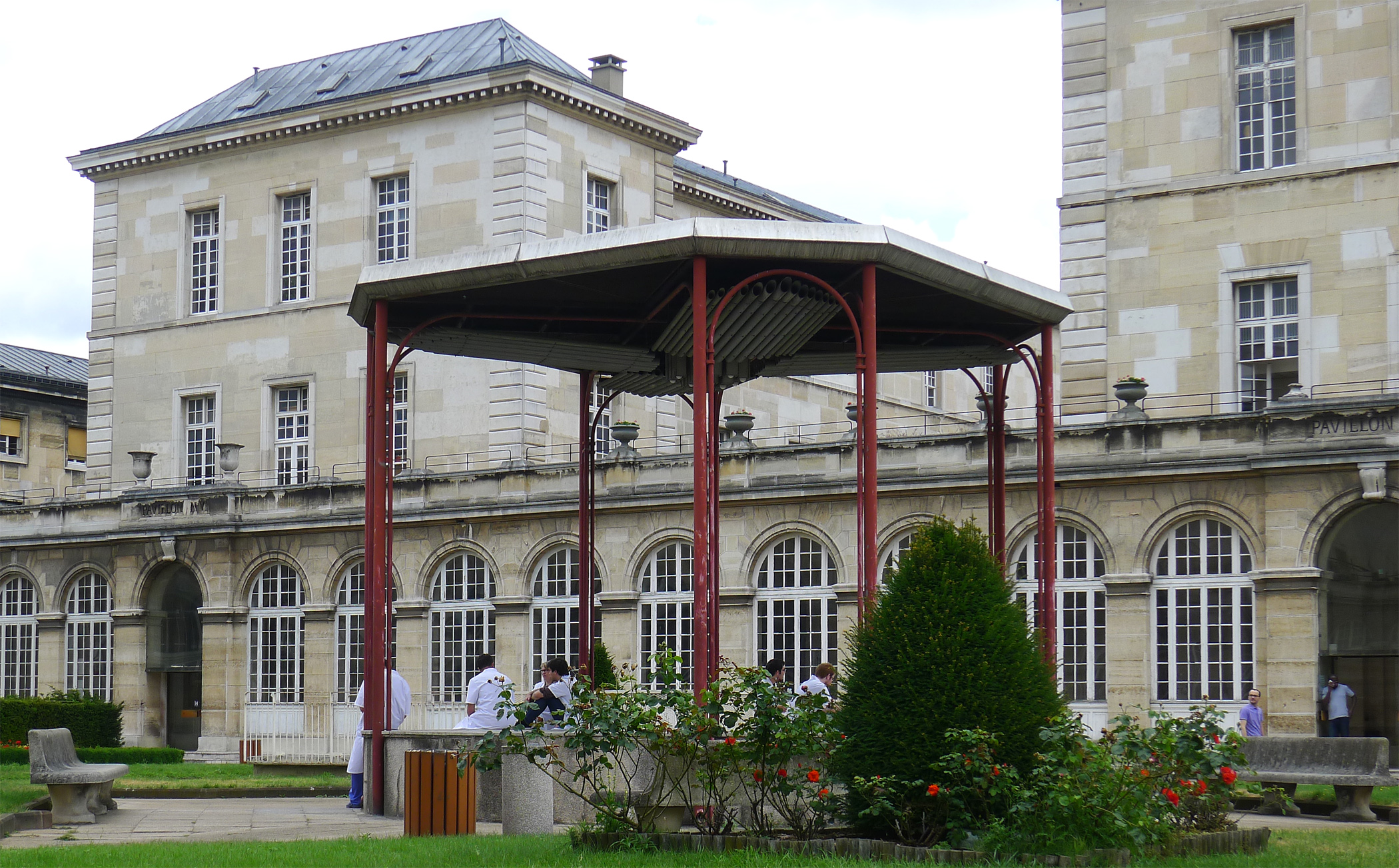
Kiosque.

La structure adoptée est celle d'un hôpital pavillonnaire, où les bâtiments sont disposés en figure symétrique de « double peigne ». C'était la structure moderne de l'époque, dont le premier modèle de référence est l'Hôpital de la marine royale de Stonehouse (en) édifié à partir de 1758, près de Plymouth.
Ce double peigne (une longue galerie faisant le dos, et les bâtiments les dents du peigne) s'organise de part et d'autre d'une vaste cour centrale où se trouve la chapelle. Il se compose de dix ailes (cinq de chaque côté, est et ouest),  dont six d'hospitalisation (trois pour les femmes à l'ouest, trois pour les hommes à l'est). Ces bâtiments sont à trois niveaux, complétés par quatre ailes de service aux angles du quadrilatère.
Lors de son inauguration, Lariboisière est considéré comme un hôpital répondant aux exigences des pouvoirs publics et des autorités médicales, selon le canon programmatique et architectural de l'Académie des Sciences. Il est conçu en fonction d'une hygiène « aériste » basée sur la circulation et le renouvellement de l'air (théorie miasmatique), d'où la présence de galeries, la séparation en plusieurs bâtiments, chacun doté de systèmes de ventilation, pour éviter la stagnation et la corruption de l'air.

### Chapelle
La façade est ornée de trois statues, représentant les vertus théologales : La Foi, La Charité, L'Espérance (1855), œuvres de Julien-Charles Dubois (1806-1891).
Les douze verrières représentant les apôtres sont de Claudius Lavergne (1815-1887) et furent réalisées de 1856 à 1857. Les peintures murales (1858) sont de Louis Matout (1811-1888).
La chapelle abrite le monument funéraire de la comtesse Élisa de Lariboisière (1794-1851), avec un groupe sculpté par Carlo Marochetti (1853).

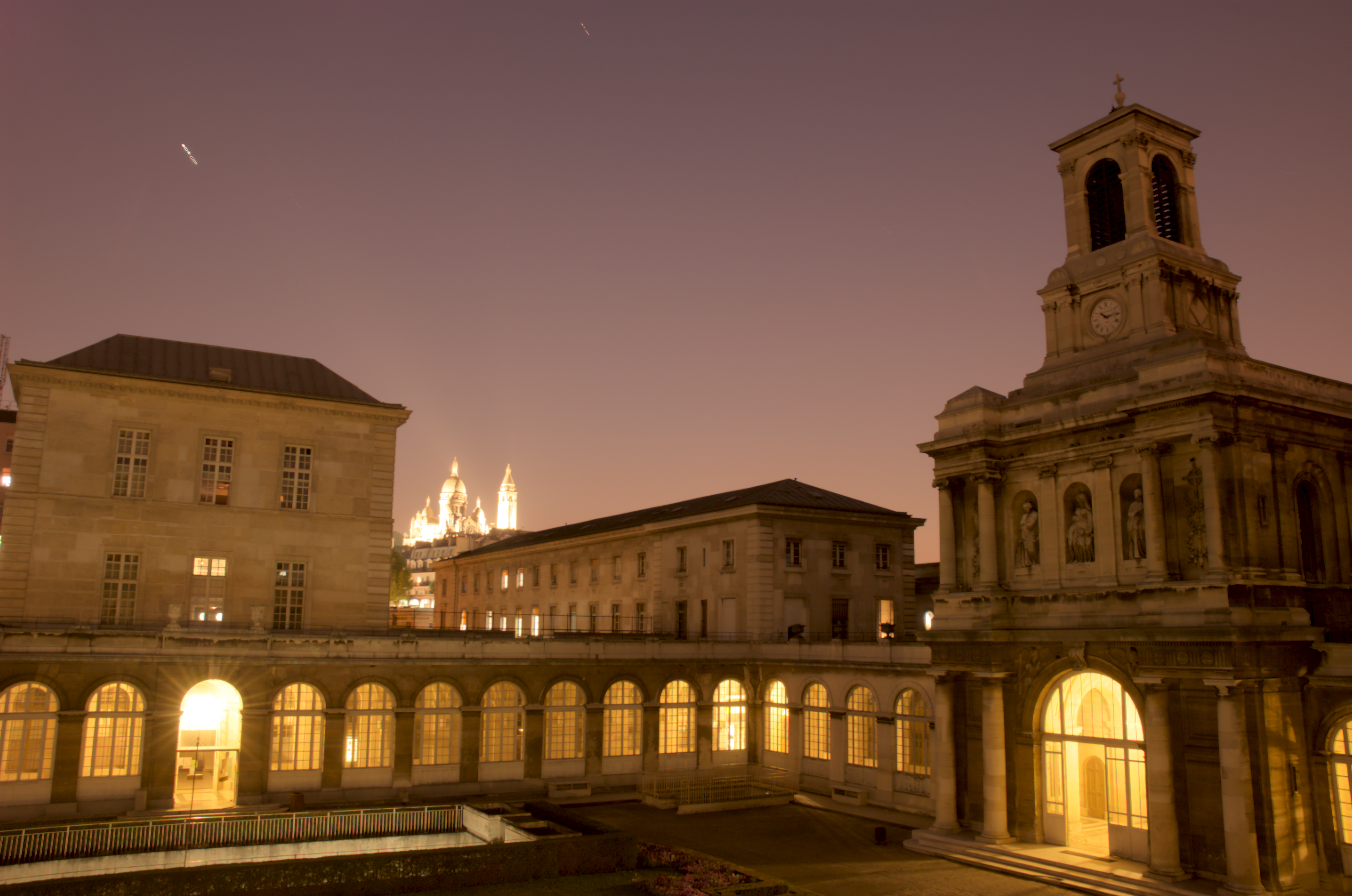
La chapelle de nuit avec le Sacré-Cœur.
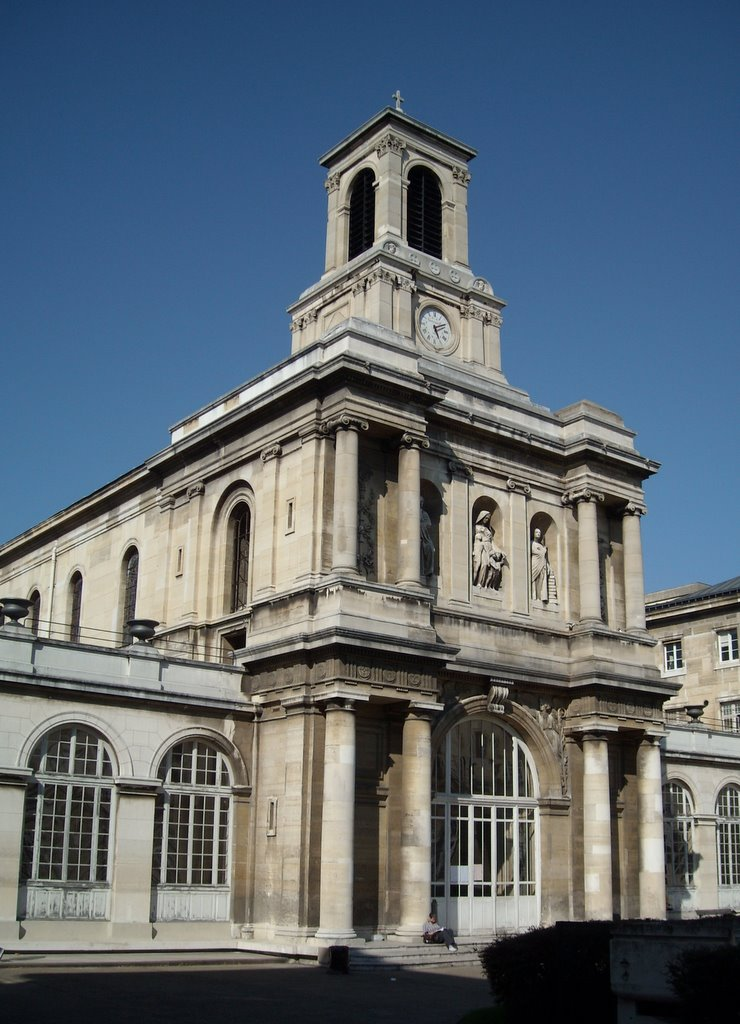
La chapelle de jour.
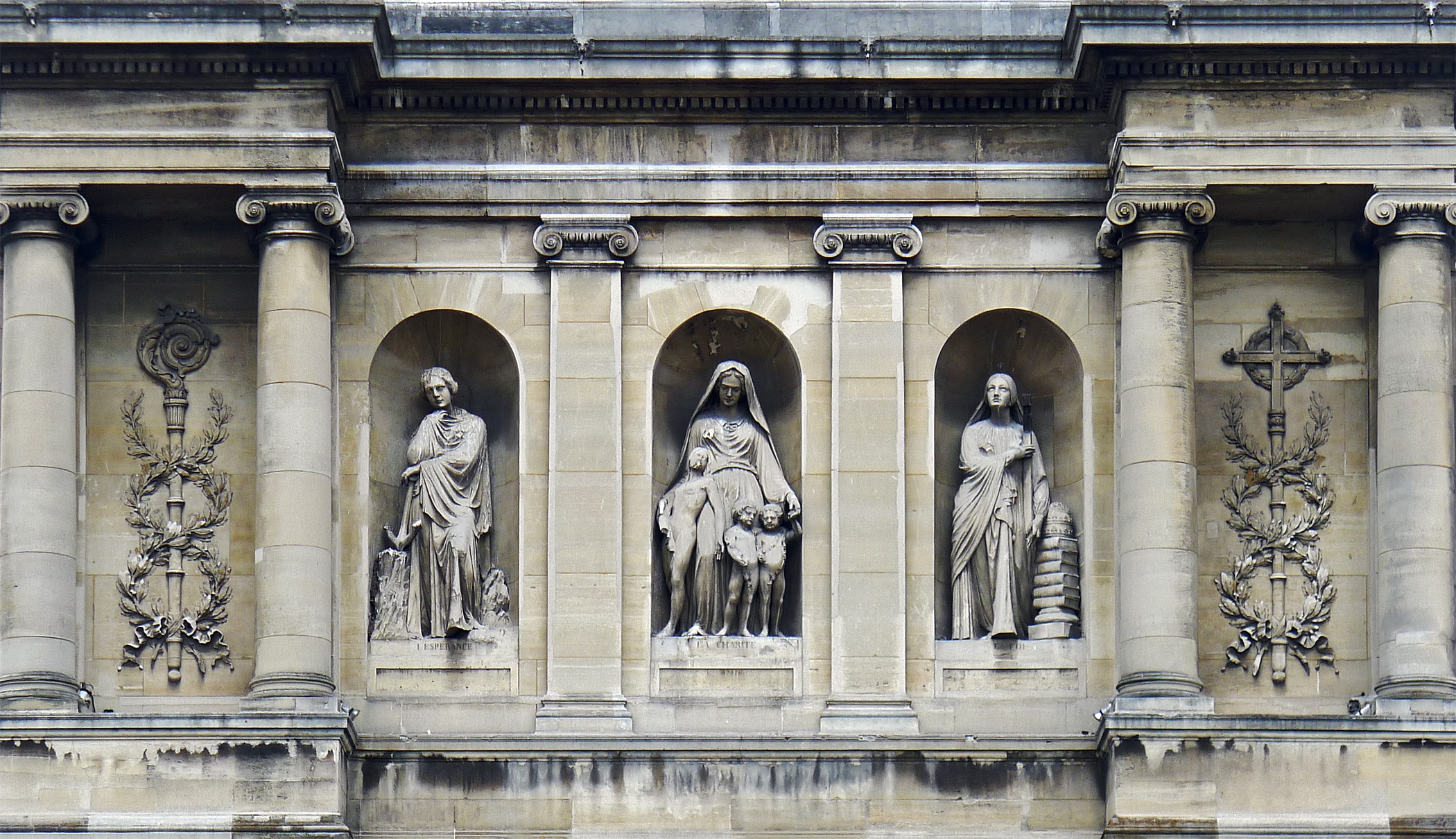
Détail de la façade.
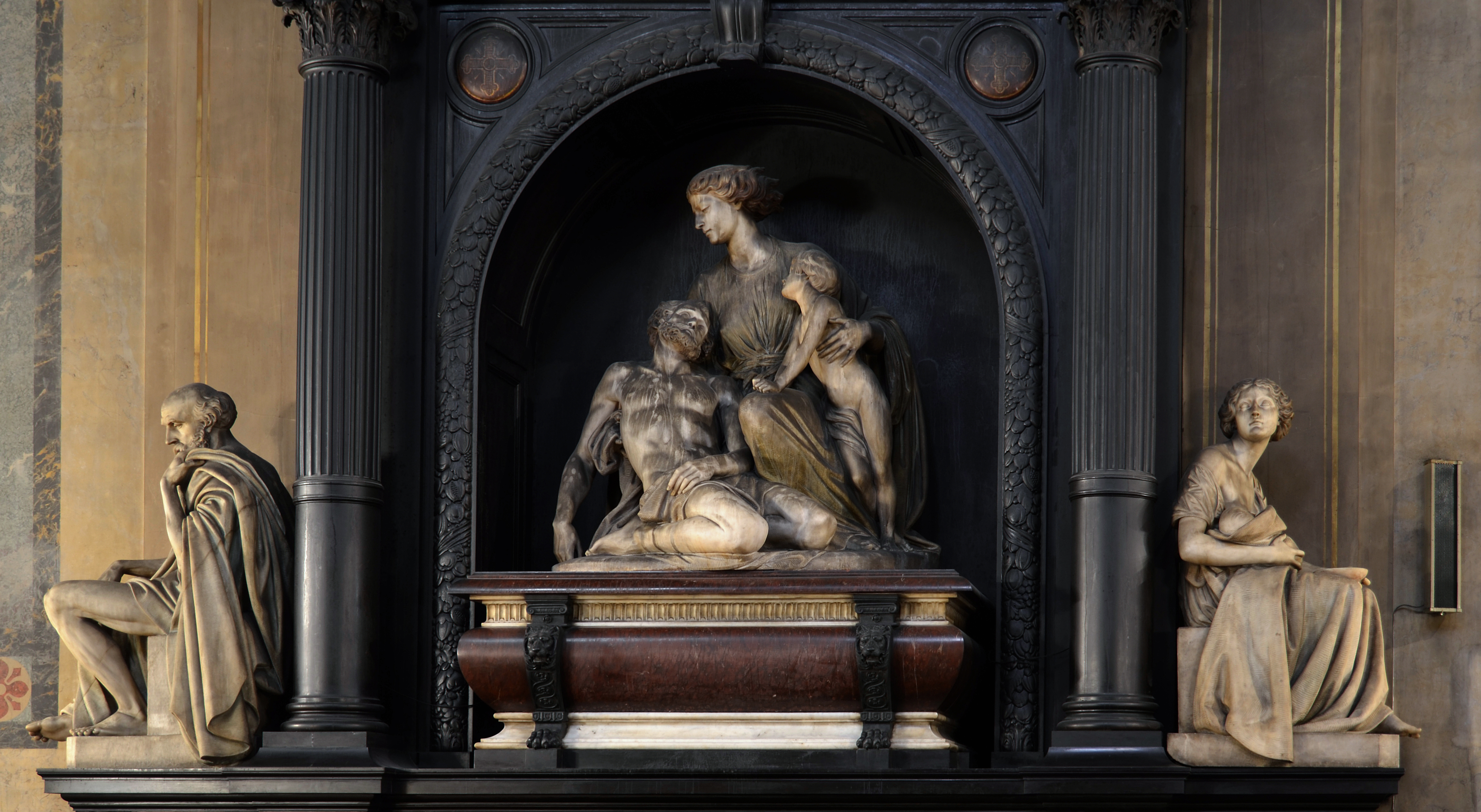
Groupe sculpté de Carlo Marochetti.

## Problème historique
Lariboisière est d'abord loué pour son calme, son impression de bien-être, et la facilité à répartir les malades par genre de maladies. Il est aussi critiqué pour les grandes distances à parcourir par les services, les dépenses occasionnées par la trop grande superficie de terrain, le trop grand nombre de portiques et d'escaliers, les pavillons trop rapprochés pour leur hauteur.
Dans les années 1860, Lariboisière ne répond pas à ce qui était attendu. Les chiffres de mortalité sont parmi les plus élevés qui soient, au point que Lariboisière est surnommé le Versailles de la misère. Les médecins, les architectes et l'administration se renvoient la balle. L'administration a beau jeu de répliquer que l'hôpital a été construit selon toutes les demandes des médecins et hygiénistes.
La solution n'apparaitra que vers la fin des années 1870, lorsque l'hygiène « aériste » sera remplacée par une hygiène hospitalière fondée sur l'asepsie (théorie microbienne).

## Protection
Les façades et toitures, les galeries intérieures et la chapelle de hôpital Lariboisière ont été inscrites aux monuments historiques par arrêté du 15 janvier 1975, la chapelle est classée par arrêté du 23 mai 2019.

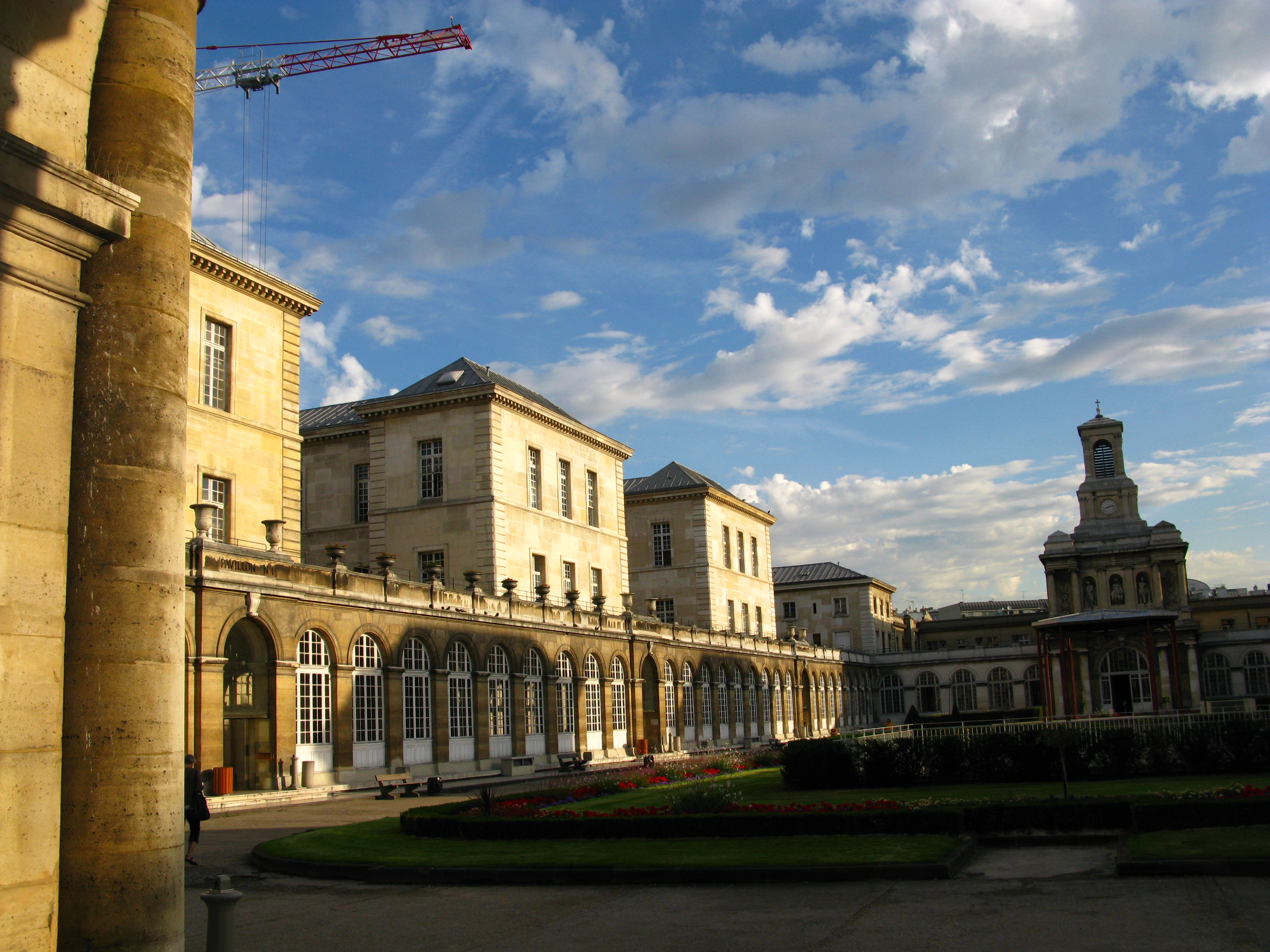
Une partie de la cour Intérieure.

## Restructuration
Un projet de restructuration du centre hospitalier est en cours, prévoyant la construction de nouveaux bâtiments, destinées aux activités hospitalières et médicotechniques, et la rénovation des anciens, réservés aux activités ambulatoires, de recherche ou tertiaires. Ils doivent s'étaler de 2019 à 2027 et entraîner la vente des terrains situés à l'ouest de la parcelle pour en faire des logements, finançant ainsi le projet, et le transfert sur le site de la plupart des activités de l'hôpital Fernand-Widal.

## Accès
Situé au no 2 rue Ambroise-Paré dans le 10e arrondissement de Paris, l'hôpital Lariboisère est desservi par le métro de Paris aux stations Gare du Nord (ligne 4 et ligne 5) et Barbès - Rochechouart (ligne 2 et ligne 4), ainsi que par plusieurs lignes de bus RATP.

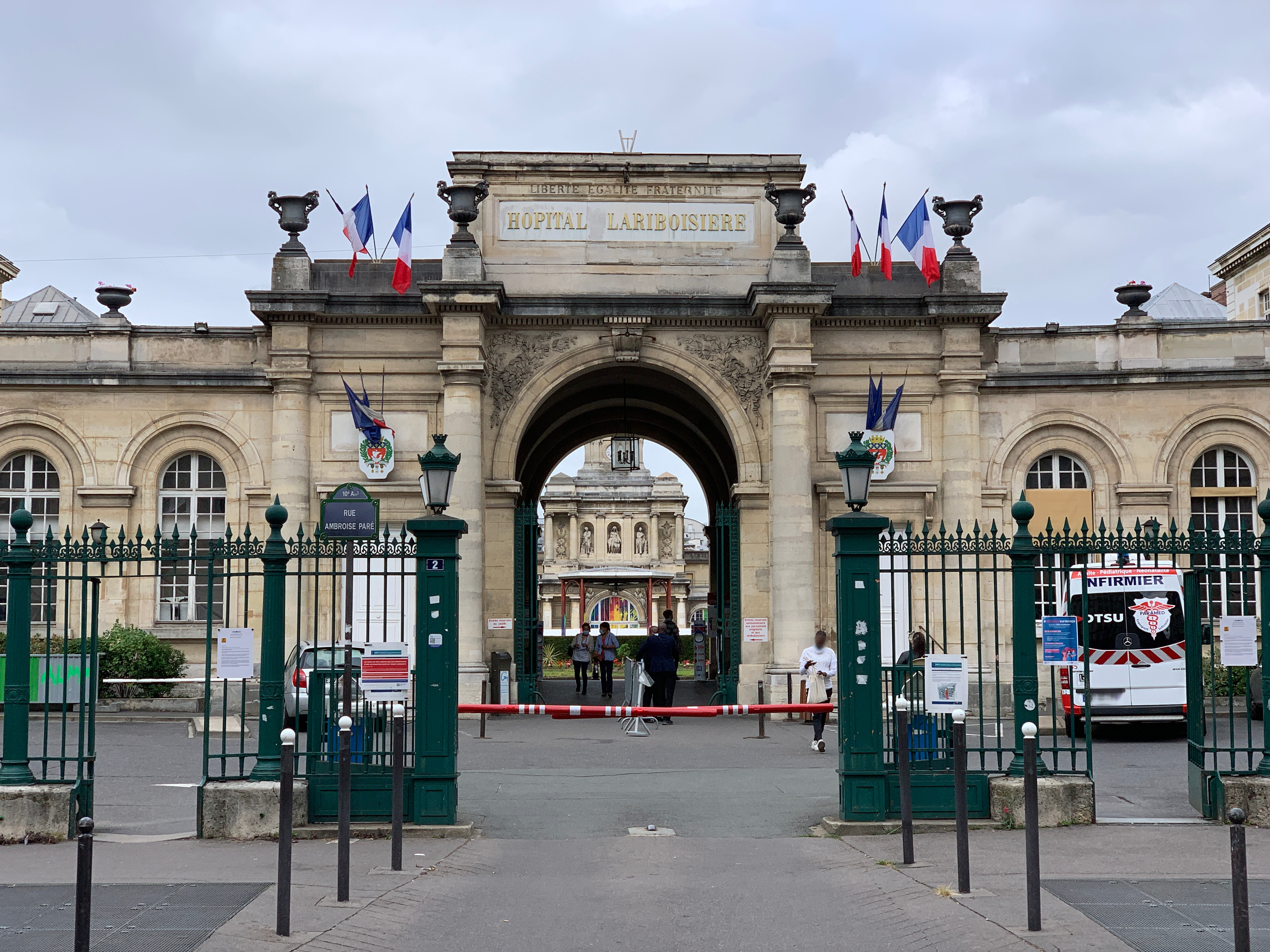
Entrée de l'hôpital.